# Dori Media Group
Dori Media Group (en hebreu: דורי מדיה גרופ) és un grup mediàtic internacional, amb filials a Israel, Suïssa, Argentina i les Filipines. El grup produeix i distribueix continguts per a canals de televisió i llocs d'internet. El seu catàleg inclou sèries setmanals i diàries, programes de telerealitat i entreteniment, així com continguts diversos, que ofereixen a un ampli i variat públic, en més de 100 països.